# Molnaszecsőd
Molnaszecsőd község Vas vármegyében, a Körmendi járásban.

## Fekvése
Körmendtől 7 kilométerre kelet-északkeletre fekszik, a Rába partján. Közigazgatási területén keresztülhalad a 8-as főút, amelyből itt ágazik ki dél felé a Katafáig vezető 7445-ös út.
A környező települések: Magyarszecsőd, Egyházashollós és Döröske.

## Közélete

### Polgármesterei
- 1990–1994: Horváth Géza (független)[3]
- 1994–1998: Horváth Géza (független)[4]
- 1998–2002: Horváth Géza Zoltán (független)[5]
- 2002–2006: Horváth Géza Zoltán (független)[6]
- 2006–2010: Varga Gyula (független)[7]
- 2010–2014: Varga Gyula (független)[8]
- 2014–2019: Szombathelyi Tamás (független)[9]
- 2019–2024: Varga Gyula (független)[10]
- 2024– : Varga Gyula (független)[1]

## Népesség
A település népességének változása:
| Lakosok száma | 419  | 415  | 418  | 410  | 417  | 402  | 417  |
|               | 2013 | 2014 | 2015 | 2021 | 2022 | 2023 | 2024 |

A 2011-es népszámlálás során a lakosok 93,5%-a magyarnak, 0,5% németnek, 1,9% cigánynak, 0,9% ukránnak mondta magát (6,5% nem nyilatkozott; a kettős identitások miatt a végösszeg nagyobb lehet 100%-nál). A vallási megoszlás a következő volt: római katolikus 57,2%, református 23,8%, evangélikus 4,9%, görögkatolikus 0,9%, felekezet nélküli 1,2% (10,9% nem nyilatkozott).
2022-ben a lakosság 94%-a vallotta magát magyarnak, 1,2% németnek, 1% cigánynak, 0,7% ukránnak, 0,5% ruszinnak, 0,7% egyéb, nem hazai nemzetiségűnek (6% nem nyilatkozott; a kettős identitások miatt a végösszeg nagyobb lehet 100%-nál). Vallásuk szerint 41,5% volt római katolikus, 19,7% református, 3,8% evangélikus, 0,5% görög katolikus, 0,5% ortodox, 1,9% egyéb keresztény, 1% egyéb katolikus, 4,1% felekezeten kívüli (26,9% nem válaszolt).

## Nevezetességei

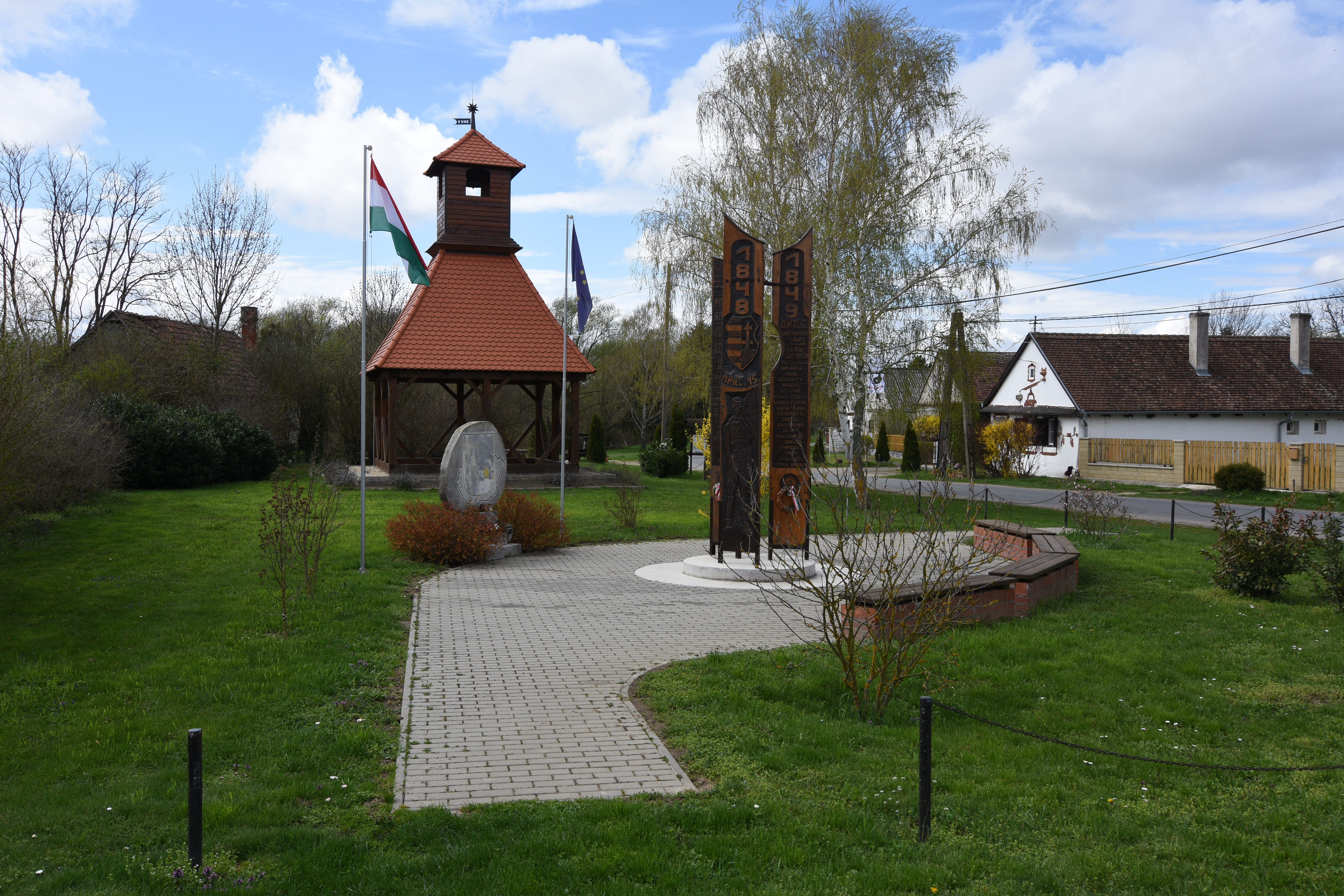
Molnaszecsőd

- Magtár: A késő barokk stílusban épült műemlék jellegű épület a 19. század elején készült agrártörténelmi emlék.
- fa harangláb: Az 1780-ban készült építményt ma a Szombathelyen található Vasi Falumúzeumban lehet megtekinteni.
- Úsztató tó: A tó ma természetvédelmi terület. Említésre méltó a tóban élő tavirózsa.
- A községben élt és dolgozott Molnár Lajos ornitológus, gyűjteménye a Vas Megyei Múzeumban látható.